# Ngerengere
Ngerengere è una cittadina della Tanzania di 17.181 abitanti appartenente alla regione di Morogoro. Si trova lungo la strada statale A7 che congiunge Dar es Salaam a Morogoro.
Prende il nome dal fiume omonimo. È sede di un aeroporto, situato a circa 5 km dal centro abitato.